# Кримськотатарська культура
Кримськотатарська культура — культура корінного народу України тюркського походження, що сформувався на Кримському півострові. 
Як народ, кримські татари сформувалися у період Кримського ханства – держави, що існувала на півострові від 1441 до 1783 року. Вони вважають себе нащадками різноманітних народів, які проживали в Криму в різні історичні епохи.
За весь час вони пережили три окупації, однак, незважаючи на це, вони все ж зуміли зберегти свою мову, багату культуру і традиції.

## Віросповідання
Кримські татари сповідують іслам, тож і більшість свят, які вони відзначають, походять із мусульманського світу. Наприклад, свято розговіння (називають по-різному: Ораза-байрам, Ураза-байрам, Рамазан-байрам), яке символізує закінчення тридцяти денного посту протягом місяця Рамадан. Двадцять сьому ніч Рамадану, яку називають «Кадір геджесі» (крим. Kadir gecesi), вважають найбільш священною, оскільки саме цієї ночі мусульманам було передано Коран.
У Криму Ораза-байрам завжди відзначали в родинному колі. Здебільшого ж заходи на материку влаштовують на базі мечетей. Святкування починається зі святкового намазу — щоденної молитви, яку кримські татари здійснюють 5 разів на день.

## Мова
Рідною для кримських татар є кримськотатарська мова. На даний момент ЮНЕСКО зарахувало її до числа мов, що вимирають.

## Перлина архітектури
Коли йдеться про культурну спадщину кримських татар, зокрема архітектурну, зазвичай згадують Ханський палац в Бахчисараї.
Але існує ще одна перлина — соборна мечеть Джума-Джамі, розташована в Євпаторії.
Ця мечеть була однією з головних у Кримському ханстві. Сьогодні вона вважається шедевром світової ісламської архітектури XVI століття.
Архітектура мечеті унікальна: величезний купол оточують 12 куполів, з боків підносяться два гостроверхих мінарети. Джума-Джамі є найбільшою двомінаретною і багатокупольною мечеттю в Європі.
У Джума-Джамі відбувалася чи не найважливіша подія в житті Кримського ханства. Хан, який отримував у Стамбулі право очолити державу, прибував спочатку в Гезльов (зараз Євпаторія). У мечеті він проходив урочистий молебень і обряд посвячення в хани.
Після цієї церемонії він розписувався в спеціальному акті, який зберігався в мечеті. Потім новообраний хан виходив на відкриті галереї і оприлюднював указ про своє призначення перед підданими. Після цього він вирушав у Бахчисарай, столицю Кримського Ханства.

## Кримськотатарський унісекс
За часів Кримського Ханства татарські чоловіки й жінки носили однакове вбрання. Поверх сорочки вони одягали кафтан із вузькими рукавами, який застібали до шиї.
Спідній одяг обмежувався широкими шароварами. На ноги вдягали сап'янні жовті шкарпетки і туфлі. Влітку надворі носили жупани зеленого кольору, а взимку — хутрові шуби.
Чоловіки голили голови, на які одягали червоні суконні тюбетейки, а поверх них — високу круглу або чотирикутну шапку з неширокою овечою оторочкою.
Жінки заплітали волосся у дві коси, які завивали біля голови; дівчата заплітали багато дрібних кіс, які звисали за спиною. Коли жінки чи дівчата виходили з двору, вони ховали обличчя за кісеями.

## Культурний вимір
Для збереження та популяризації культури кримських татар було створено чимало проєктів, серед яких, до прикладу, «Stories of Crimea» — мультимедійна імерсивна інсталяція, що занурює відвідувача в історію та культуру Криму.
Також проект «Символи Криму» у якому, власне, символи Криму розкриваються через спогади десяти героїв, що народилися на півострові, мають звідти коріння або жили там досить довго, щоб називати його домом. Кожен з них розповідає про символічний об'єкт, що нерозривно пов'язаний із життям у Криму особисто для нього.
Cultural Treasures of Crimea — інтерактивна відео-стіна відкриває двері до недоступних сьогодні через тимчасову окупацію Криму РФ культурних скарбів півострова.
Кримськотатарська кавова культура.

## Українська та кримськотатарська культури
Живучи на одній території, наші народи як хороші сусіди ділили побут та культурні традиції один одного.
Однак, радянська репресивна машина після депортації кримських татар 18 травня 1944 року зробила все, щоб стерти історичну правду про них та нівелювати зв'язок материкової України і півострова Крим. Натомість системно нав'язувалася переписана історія про кримських татар і їх «ворожнечу» з українським народом.
Насправді історія Кримського ханства і українських земель, зокрема Запорізької Січі тісно пов'язані спільним минулим. Це не тільки економіка та політика, але й культура. Кримські татари та українці мали схожі господарські структури, широке самоврядування, та повну релігійну свободу. Не варто також забувати, що це в етногенезі українців і кримських татар брали участь одні й ті ж народи і племена.